# Háng Lìa
Háng Lìa là một xã thuộc huyện Điện Biên Đông, tỉnh Điện Biên, Việt Nam.

## Địa lý
Xã Háng Lìa có vị trí địa lý:
- Phía đông giáp xã Luân Giói
- Phía tây giáp xã Phình Giàng
- Phía nam giáp xã Tìa Dình
- Phía bắc giáp xã Mường Luân và xã Phì Nhừ.

Xã Háng Lìa có diện tích 63,45 km², dân số năm 2022 là 2.834 người,  mật độ dân số đạt 44 người/km².

## Hành chính
Xã Háng Lìa được chia thành 10 thôn, bản.

## Lịch sử
Ngày 7 tháng 10 năm 1995, Chính phủ ban hành Nghị định số 59-CP về việc chuyển xã Háng Lìa thuộc huyện Điện Biên về huyện Điện Biên Đông mới thành lập quản lý.
Ngày 6 tháng 6 năm 2005, Chính phủ ban hành Nghị định số 72/2005/NĐ-CP về việc thành lập xã Tìa Dình trên cơ sở 9.882 ha diện tích tự nhiên và 2.468 nhân khẩu của xã Háng Lìa.
Sau khi điều chỉnh địa giới hành chính, xã Háng Lìa còn lại 6.563 ha diện tích tự nhiên và 2.336 nhân khẩu.